# Музичний провулок
Музи́чний прову́лок — зниклий провулок міста Києва. Пролягав від Прорізної вулиці (на місці сучасного будинку № 6) до тупика.

## Історія
Провулок виник у 1874 році у зв'язку зі спорудженням в глибині забудови Прорізної вулиці музичного училища. Згодом біля училища було облаштовано площу (у 1938—1941 роках — площа Глінки) та встановлено пам'ятник Михайлові Глінці (зберігся, перенесений у Міський парк).
До війни у провулку розташовувалась музична школа (арх. Йосип Каракіс), міська консерваторія і концертна зала (арх Йосип Каракіс), а раніше, на початку ХХ сторіччя — Російське музичне товариство. Провулок вів від вулиці Прорізної, яку поділяв майже на дві рівні частини, до сліпого завулка біля консерваторії (тепер це арка праворуч від казино з театром) та впирався в паркан Укртелерадіо. Зараз цього провулка не існує — зруйнований 24 вересня 1941 разом з іншими будівлями на Прорізній та Хрещатику. У повоєнну добу під час забудови знищеної частини Прорізної вулиці було прийнято рішення не відновлювати провулок, хоча будівля училища та інші споруди провулку збереглися.